# 梁学仁
梁学仁（1965年3月7日—），福州福清人，中国男子撑杆跳运动员。他曾获得1986年亚洲运动会男子撑杆跳银牌和1990年亚洲运动会男子撑杆跳金牌。